# Kenzaburō Ōe

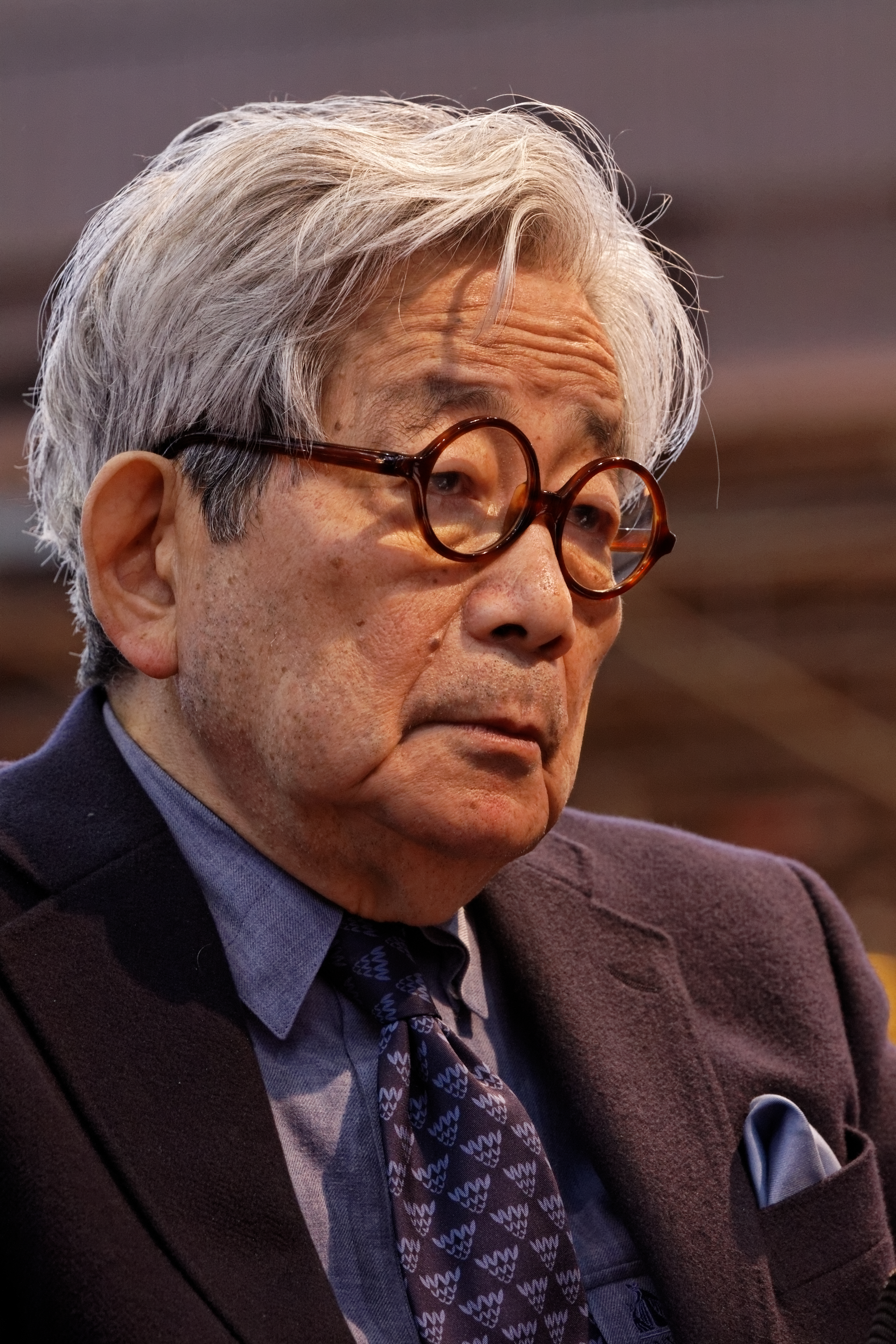
Kenzaburō Ōe (2012)

Kenzaburō Ōe (japanisch 大江 健三郎, Ōe Kenzaburō; * 31. Januar 1935 in Ōse, heute Ortsteil von Uchiko, Präfektur Ehime; † 3. März 2023 in Tokio) war ein japanischer Schriftsteller. In seinem Heimatland zählt er zu den wichtigsten Schriftstellern seiner Generation. Er erhielt 1994 den Nobelpreis für Literatur.

## Leben

### Ausbildung
Kenzaburō Ōe wurde 1935 als fünftes von sieben Kindern in dem heute zu Uchiko gehörenden Dorf Ōse auf Shikoku geboren. Die Umgebung von Ōse, besonders der nahe Wald und die Gassen des Dorfes fanden Eingang in sein späteres literarisches Schaffen. Von 1941 an besuchte er die dortige Grundschule, während zeitgleich der Krieg im Pazifik wütete. Im Jahr 1947, dem Jahr, in dem die Japanische Verfassung in Kraft trat, setzte Ōe seine schulische Laufbahn auf der Ōse-Mittelschule und drei Jahre später an der Uchiko-Oberschule der Präfektur Ehime fort. Bereits im darauffolgenden Jahr 1951 wechselte er wegen Mobbings zur Matsuyama-Oberschule. Die Erlebnisse, die zum Schulwechsel geführt hatten, verarbeitete Ōe in der Erzählung Reißt die Knospen ab … Während seiner Oberschulzeit las er japanische Schriftsteller wie Ishikawa Jun, Kobayashi Hideo u. a.; er veröffentlichte erste Gedichte und Aufsätze in der Schulzeitung Shōjō (掌上), an der er redaktionell mitarbeitete.
1953 zog Ōe nach Tokio um. Er besuchte ein Jahr lang eine Vorbereitungsschule und schrieb sich 1954 an der Universität Tokio für ein Studium generale ein. Für das Studententheater schrieb er die Stücke Ama no nageki (天の嘆き) und Natsu no kyūka (夏の休暇). Für Kazan (火山), das er in der Fakultätszeitschrift veröffentlichte, erhielt er den Ichō-Namiki-Preis (銀杏並樹文学賞). Während seiner Studienzeit beschäftigte sich Ōe mit Pascal, Camus, Faulkner, Norman Mailer, Abe Kōbō und besonders auch mit Sartre. Von 1956 an studierte er französische Literatur u. a. bei Watanabe Kazuo. Mit der Aufnahme des Studiums begann er auch Sartre im französischen Original zu lesen. Im selben Jahr schrieb Ōe das Theaterstück
Shi’nin ni kuchi nashi (死人に口なし) und das Bühnenstück Kemonotachi no koe (獣たちの声). Zudem nahm er an der Protestdemonstration gegen die Erweiterung des militärisch genutzten Tachikawa-Flugplatzes (立川飛行場 Tachikawa Hikōjō) teil.
1957 veröffentlichte Ōe in der Tokio Daigaku Shimbun den Roman Kimyō na shigoto (奇妙な仕事), der in der Mainichi Shimbun vom Literaturkritiker Ken Hirano sehr gelobt wurde. Daraufhin gab Ōe im gleichen Jahr in der Literaturzeitschrift Bungakukai als studentischer Schriftsteller mit Shisha no ogori (死者の奢り) sein Debüt. Mit diesem Werk wurde Ōe zugleich Anwärter auf den renommierten Akutagawa-Preis, doch obgleich sich Kawabata Yasunari, Inoue Yasushi und Funabashi Seiichi für ihn aussprachen, wurde 1957 Takeshi Kaikō ausgezeichnet.

### Akutagawa-Preisträger
Kaum ein Jahr später, 1958, nachdem Ōe zunächst seinen Chōhen Shōsetsu (Roman) Reißt die Knospen ab (芽むしり仔撃ち, Me mushiri ko uchi) veröffentlicht hatte, erhielt er mit 23 Jahren für Der Fang (飼育, Shiiku) den Akutagawa-Preis. Zu diesem Zeitpunkt war Ōe gemeinsam mit Shintarō Ishihara, der ebenfalls im Alter von 23 Jahren 1956 ausgezeichnet worden war, der jüngste Akutagawa-Preisträger.
Ōe war, ähnlich wie etwa Günter Grass, ein Schriftsteller, der sich gesellschaftspolitisch engagierte und Stellung bezog. So schloss er sich 1958 u. a. mit Kollegen wie Shintarō Ishihara, Etō Jun, Tanikawa Shuntarō, Shūji Terayama, Keita Asari, Ei Rokusuke, Toshirō Mayuzumi und Fukuda Yoshiyuki zur Gesellschaft junges Japan (若い日本の会, Wakai nihon no kai) zusammen. Im Rahmen der Studentenbewegung in den 1960er Jahren protestierte die Gruppe gegen den Sicherheitsvertrag zwischen Japan und den USA.
1959 schloss Ōe sein Studium mit einer Arbeit Über das Bild in Sartres Roman ab. Er lernte den japanischen Komponisten Tōru Takemitsu kennen und heiratete ein Jahr später, 1960, Yukari Itami, die Schwester seines Schulfreundes Jūzō Itami, mit dem er bis zu dessen Freitod eng befreundet blieb.
1961 veröffentlichte Ōe eine Sammlung von Schriften zum Thema Politik und Sexualität (政治と性) unter dem Titel Seventeen in der Januar- und Februarausgabe der Literaturzeitschrift Bungakukai. Ōe nimmt in diesen Schriften Bezug auf den 17-jährigen rechtsradikalen Attentäter Yamaguchi Otoya, der 1960 den linken Politiker Asanuma Inejirō während einer Wahlkampfveranstaltung mit einem Kurzschwert tötete. Ōe schildert den Täter als prototypisches Modell einer rechtsgerichteten Jugend, die sich an der Politik ebenso wie an sexuellen Ausschweifungen berauscht. Ähnlich wie auch schon Ōes Schriftstellerkollege Shichirō Fukazawa handelte Ōe sich durch diese Veröffentlichung Drohungen rechter Gruppierungen ein. Ein Jahr zuvor, 1960, hatte Fukazawa im Verlag Chūōkōron sein Werk Furyū mutan (風流夢譚, etwa: Geschichte eines Traums von königlicher Erlesenheit) veröffentlicht, in dem er einen Traum von der Erstürmung des Kaiserpalastes und der Enthauptung des Tennō und der kaiserlichen Familie durch die Linken schildert. Die Veröffentlichung führte nicht nur zu großer Empörung am Kaiserhof und bei den Ultranationalisten, sie führte auch dazu, dass ein wiederum 17 Jahre alter rechter Jugendlicher in das Haus des Verlagsleiters Shimanaka Hōji eindrang, eine Bedienstete tötete und Shimanakas Ehefrau schwer verletzte. Diese Umstände und die Drohungen sind auch der Grund dafür, weshalb Ōe diese Schriften nie als selbständiges Buch publizierte.
1963 wurde Ōes Sohn Hikari mit einer geistigen Behinderung geboren, die auf der Deformation seines Schädelknochens beruht. Die eigentümliche Schilderung des Fluchs, in einer Nachkriegsgesellschaft mit der Geburt eines geistig behinderten Kindes konfrontiert zu sein, und das Schreiben über den verzweifelten Widerstand gegen eine solche Gesellschaft brachten eine Wende im schriftstellerischen Schaffen Ōes. Für den in diesem Zusammenhang entstandenen Roman Eine persönliche Erfahrung (個人的な体験) erhielt er 1964 den Shinchōsha-Literaturpreis. Im selben Jahr begann er seine Erfahrungen aus mehreren Besuchen Hiroshimas und der Teilnahme am Kongress für ein Verbot von Wasserstoffbomben als Hiroshima-Notizen (ヒロシマ・ノート, Hiroshima nōto) zu veröffentlichen.
Nachdem Ōe sich mit Hiroshima beschäftigt hatte, erweckte Okinawa seine Aufmerksamkeit. Die Inselgruppe war bis zur Meiji-Restauration unabhängig und gehörte nicht zu Japan. Im Verlaufe des Zweiten Weltkrieges kämpfte Japan in der Schlacht um Okinawa erstmals und einzig in Okinawa auf eigenem Territorium gegen die Alliierten. Ōe befasste sich in seinen Okinawa-Notizen mit zwei gesellschaftspolitisch brisanten Themen: zum einen mit den Auswirkungen der amerikanischen Besatzung und der Errichtung einer Militärbasis auf Okinawa, zum anderen mit den Traditionen der Einwohner, insbesondere auch bevor Okinawa mit der Meiji-Restauration seine Souveränität einbüßte. Die Veröffentlichung seiner Okinawa-Notizen brachte Ōe und dem Verlag später, 2005, eine Klage und einen Gerichtsprozess ein. Ergänzt um die Betrachtung der Kultur der koreanischen Minderheit in Japan kam Ōe entgegen der Mehrheitsmeinung zu einer Wertschätzung der „Randkulturen“ in Japan.

### Nobelpreisträger und weiteres Schaffen
Mit Rückbezug auf Bachtin entstand so 1967 Der stumme Schrei, in dem Ōe Mythen und Geschichte mit der Gegenwart verband. Der stumme Schrei (in Deutschland auch unter dem Titel: Die Brüder Nedokoro erschienen) ist ein komplexes und vielschichtiges Werk, in dem Ōe die Themen vorangegangener Werke um die Protagonisten Mitsusaburō und Takashi Nedokoro bündelt und als Erzählebene über historische Ereignisse um einen gescheiterten Bauernaufstand von 1860, dem ersten Jahr der Man’en-Ära, in einem Dorf in Shikoku legt. Mitsusaburō, Vater eines geistig behinderten Kindes, geprägt vom Selbstmord eines politisch aktiven Freundes, macht sich auf in sein Heimatdorf, um seine Herkunft zu ergründen. Parallel zum Bauernaufstand von 1860, der seinerzeit vom Großvater angeführt wurde, wiegelt Mitsusaburōs Bruder Takashi die Dorfbevölkerung zum Aufstand gegen einen ausbeuterischen Supermarktbesitzer auf. Der stumme Schrei erschien rund 100 Jahre nach diesen historischen Ereignissen zu einem Zeitpunkt, da sich in Japan Bürgerproteste gegen die Verlängerung des Sicherheitsvertrages zwischen Amerika und Japan (1960) formierten. Für den Roman wurde Ōe als jüngster Preisträger mit dem Tanizaki-Jun’ichirō-Preis ausgezeichnet.
Nach Der stumme Schrei befasste sich Ōe in seinem Werk mit zwei Gedankengängen: Zum einen schrieb er einige Werke, die sich mit dem Leben mit seinem behinderten Sohn Hikari befassen: Auf Eine persönliche Erfahrung folgte zunächst われらの狂気を生き延びる道を教えよ (engl. Teach Us to Outgrow our Madness) (1969). Mit 新しい人よ眼ざめよ (engl. Rouse Up, O, Young Men of the New Age!) (1983), einer Beschreibung der Entwicklung seines Sohnes vom Kleinkind zum jungen Mann, fand diese Beschäftigung ihren vorläufigen Abschluss. Zum anderen beschäftigte sich Ōe mit den Mythen und der Geschichte seines ländlichen Geburtsorts. Neben Der stumme Schrei können da vor allem der Roman M/Tと森のフシギの物語 (engl. M/T and the Wonders of the Forest) (1986) und die Trilogie Grüner Baum in Flammen (1993–1995) genannt werden.
1994 wurde Ōe für sein Werk der Literaturnobelpreis verliehen. 1995 erschien das autobiografische Werk mit dem Titel 恢復する家族 (Kaifuku suru kazoku, engl. A Healing Family). Ōe unternahm mehrere Auslandsreisen; von 1999 bis 2000 hatte er die Samuel-Fischer-Gastprofessur für Literatur an der Freien Universität Berlin inne.

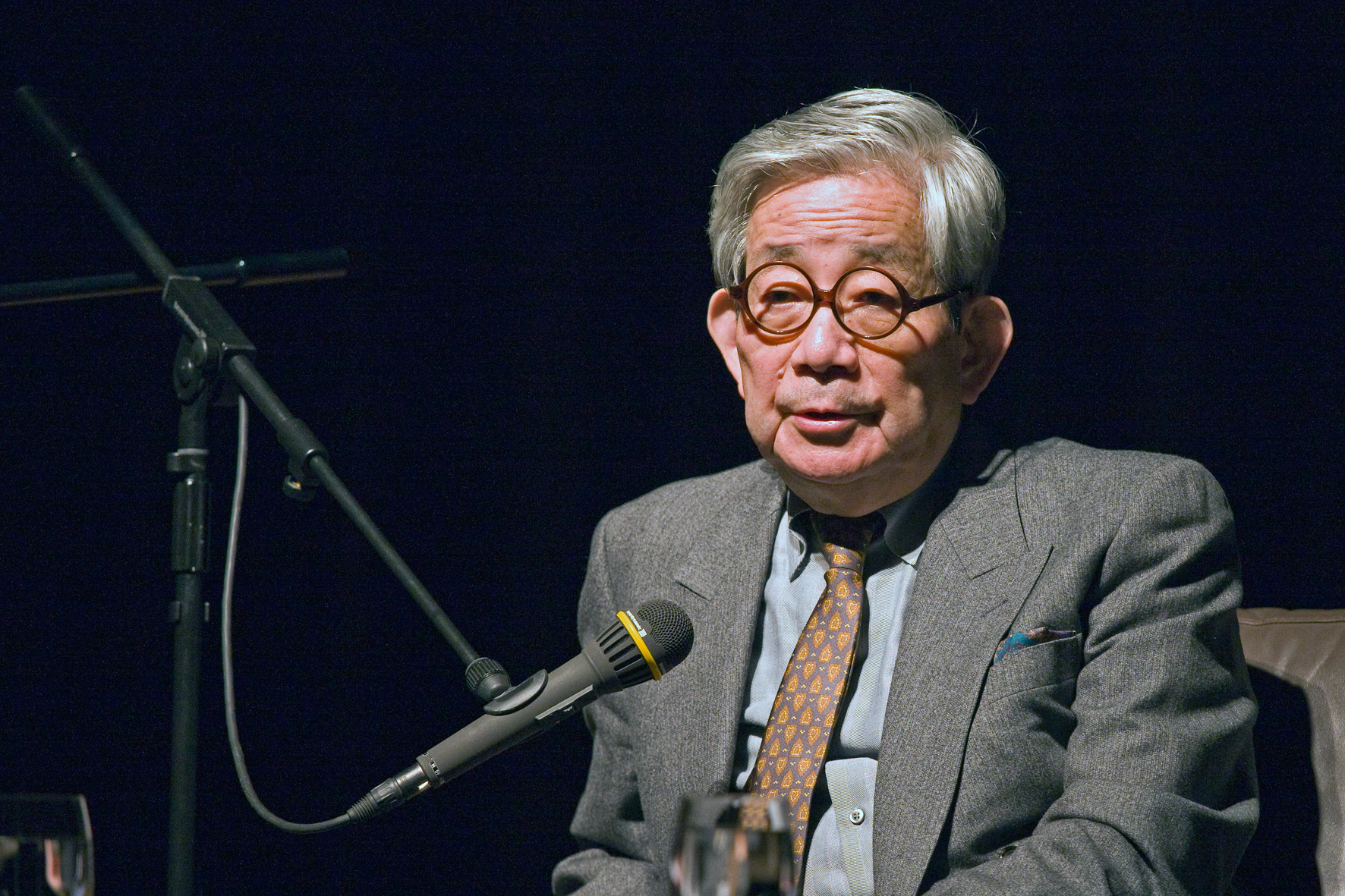
Kenzaburo Oe im Japanischen Kulturinstitut in Köln, 11. April 2008

Während der Gerichtsverhandlung gegen den Verlag und ihn von August 2005 bis März 2008 schrieb Ōe nicht viel. Erst nach Beendigung der Gerichtsverhandlung wurde Ōe wieder kreativ und begann an einem Roman über eine Figur zu schreiben, die auf seinem Vater basiert. Der Roman wurde 2009 unter dem Titel 水死 (Suishi) veröffentlicht, die deutsche Übersetzung mit dem Titel Der nasse Tod erfolgte 2018.
Ōe fuhr auch noch im hohen Alter fort, Bücher zu schreiben. 2013 erschien sein Roman 晩年様式集（イン・レイト・スタイル） (engl. In Late Style). 2014 erschien das autobiografische Kaifukusuru kazoku aus dem Jahr 1995 in deutscher Übersetzung unter dem Titel Licht scheint auf mein Dach: die Geschichte meiner Familie.

### Privates
Der Schriftsteller lebte mit seiner Familie im Tokioter Stadtteil Seijō (Setagaya). 2006 wurde vom Verlag Kōdansha der Ōe-Kenzaburō-Preis für Nachwuchsschriftsteller eingerichtet.

## Politische Anschauungen
Ōe bekannte sich zur Nachkriegsdemokratie (戦後民主主義, Sengo minshushugi) und nahm daher einen kritischen Standpunkt gegenüber dem Nationalismus und insbesondere auch zum japanischen Tennō-System ein. In Vorträgen und Essays nahm er ausdrücklich Bezug auf den umstrittenen Artikel 9 der Japanischen Verfassung, den er als Pazifist verstand und woraus seine Ablehnung von Kernwaffen wie auch der japanischen Selbstverteidigungsstreitkräfte resultierte. In seiner Rede 1994 anlässlich der Verleihung des Nobelpreises nahm er Bezug auf den dänischen Romanisten Kristoffer Nyrop und dessen Ausspruch, wer keinen Einspruch / Protest (gegen den Krieg) erhebe, mache sich mitschuldig. Der Einspruch, respektive der Protest, ist das Konzept, auf das Ōe sich berief.
Ōe war einer der prominenten Unterstützer der Kampagne „Tschüß Atomkraft – 10.000.000-Menschen-Aktion“ (さようなら原発1000万人アクション, Sayōnara Genpatsu Senmannin Akushon), die nach der Nuklearkatastrophe von Fukushima zu Demonstrationen und einer Unterschriftensammlung für einen Atomausstieg Japans aufruft.

## Klage und Gerichtsverhandlung
Von August 2005 bis März 2008 verhandelte das Gericht in Osaka unter der Aktennummer 2005-WA-7696 eine Klage gegen Ōe Kenzaburō und den Verlag Iwanami Shoten die Schlacht um Okinawa betreffend (大江健三郎・岩波書店沖縄戦裁判, Ōe Kenzaburō Iwanami Shoten Okinawasen Saiban). Die Klage wurde von den ehemaligen Kommandanten der japanischen Truppen auf Okinawa (heute: Zamami-jima), Umezawa Yutaka und Akamatsu Yositsugu, sowie von Hinterbliebenen gefallener Soldaten wegen Verleumdung gegen den Verlag und gegen die Person Ōe geführt. Die Kläger verlangten Schadensersatz und die Einstellung verschiedener Veröffentlichungen des Verlages, darunter insbesondere auch Ōes 1970 erschienene Okinawa-Notizen (沖縄ノート, Okinawa nōto). Die Klage wurde 2008 abgewiesen.

## Auszeichnungen (Auswahl)
- 1958: Akutagawa-Preis für Der Fang
- 1964: Shinchō-Literaturpreis für Eine persönliche Erfahrung
- 1967: Tanizaki-Jun’ichirō-Preis für Der stumme Schrei
- 1973: Noma-Literaturpreis für Kōzui wa waga tamashii ni oyobi (洪水はわが魂に及び)
- 1982: Yomiuri-Literaturpreis für Der kluge Regenbaum
- 1983: Osaragi-Jirō-Preis für Atarashii hito yo mezameyo (新しい人よ眼ざめよ)
- 1984: Kawabata-Yasunari-Literaturpreis für Vom Flusspferd gebissen
- 1990: Itō-Sei-Literaturpreis für Verwandte des Lebens
- 1994: Nobelpreis für Literatur „für seine Erschaffung einer Welt im Werk, in der sich Leben und Mythos zu einem erschütternden Bild des Menschen in der Gegenwart verdichten“
- 1994: Kulturorden (abgelehnt)
- 1994: Asahi-Preis
- 1997: Wahl zum auswärtigen Ehrenmitglied der American Academy of Arts and Letters[13]
- 1998: Namensgeber für den Asteroiden (6931) Kenzaburo
- 2002: Aufnahme in die American Academy of Arts and Sciences als auswärtiges Ehrenmitglied
- 2008: Weishanhu-Preis (China) für Utsukushii anaberu rii (美しいアナベル・リイ) als beste ausländische Erzählung[14]

1974 wurde Ōe erstmals für den Nobelpreis für Literatur vorgeschlagen, und zwar vom damaligen Vorsitzenden des japanischen PEN-Clubs Kōjirō Serizawa.

## Werk

### Prosa (Auswahl)
- 1957 Shisha no ogori (死者の奢り), „Stolz der Toten“
  - Kurzprosa. Übersetzt von Margarete Donath und Itsuko Gelbrich, Fischer Verlag, Frankfurt a. M. 1994, ISBN 3-596-12866-8. (FiTa 12866)
- 1958 Shiiku (飼育), „Der Fang“
  - Kurzprosa. Übersetzt von Tatsuji Iwabuchi. Suhrkamp Verlag, Frankfurt a. M. 1994, ISBN 3-518-22178-7. (BS 1178)
- 1958 Fui no oshi (不意のおし), „Und plötzlich stumm“
  - Erzählung. Übersetzt von Jürgen Berndt und Eiko Saitō-Berndt. In: Jürgen Berndt (Hrsg.): Träume aus zehn Nächten. Moderne japanische Erzählungen. Theseus-Verlag, München 1992, S. 563–579, ISBN 3-85936-057-4.
- 1958 Me mushiri ko uchi (芽むしり仔撃ち), „Reißt die Knospen ab“
  - Roman. Übersetzt von Otto Putz. Frankfurt am Main, Fischer, 1997, ISBN 3-10-055209-1.
- 1961 Seventeen (セヴンティーン, sebuntīn)
- 1961 Seiji shōnen shisu. Seventeen dainibu (政治少年死す セヴンティーン第二部), „Tod eines politischen Jungen“ („Seventeen, Teil II“)
  - Übersetzt von Anton Wolf, überarbeitet von Irmela Hijiya-Kirschnereit. Mit erstmaligem Abdruck des Originaltextes auf Japanisch in seiner historischen Schreibung, der weltweit erste Abdruck dieses Textes, nach seiner Ersterscheinung 1961, mit freundlicher Genehmigung des Autors. In: Drahtseilakte. Der junge Kenzaburō Ōe. München: Iudicium 2015, S. 155–238, ISBN 978-3-86205-254-7.
- 1963 Keirō shūkan (敬老週間), „Greisenwoche“
  - Übersetzt von Irmela Hijiya-Kirschnereit. In: Insel Verlag, Insel Almanach auf das Jahr 1995. Frankfurt a. M., Leipzig: Insel Verlag 1995, S. 9–27
- 1964 Sora no kaibutsu Aguī (空の怪物アグイー), „Agui, das Himmelsungeheuer“
  - aus dem Englischen übersetzt von Ingrid Rönsch. In: Der kluge Regenbaum. Vier Erzählungen. Berlin: Volk und Welt 1994, S. 151–200.
- 1964 Kojinteki na taiken (個人的な体験), „Eine persönliche Erfahrung“. Roman
  - Übersetzt von Siegfried Schaarschmidt. Frankfurt a. M.: Suhrkamp Verlag 1994, ISBN 3-518-03771-4
Ōe, dessen Sohn Hikari Ōe ein autistischer Savant im Bereich Musik ist, verfasst oft sehr persönliche, halbautobiographische Werke; Eine persönliche Erfahrung (1964) handelt zum Beispiel von der Geschichte eines Mannes, der nach der Geburt eines Sohnes mit geistiger Behinderung zunächst in Eskapaden flüchtet.
- 1964 Hiroshima nōto (ヒロシマ・ノート), „Hiroshima Notes“
  - ins Englische übersetzt von David Swain und Toshi Yonezawa, Marion Boyars Publishers Ltd, 1997, ISBN 0-7145-3025-5 Textausgabe bei google books
- 1967 Man'en gannen no Futtobōru (万延元年のフットボール), „Der stumme Schrei“, auch: Die Brüder Nedokoro
  - Der stumme Schrei. Aus dem Englischen übersetzt von Ingrid und Rainer Rönsch. Frankfurt a. M.: Fischer TaB Verlag 1994 (Fischer TB 5418), ISBN 3-353-01017-3.
  - Der stumme Schrei. Abbildungen von Leiko Ikemura, Coron Verlag (CH)
  - „Die Brüder Nedokoro“. Aus dem Englischen übersetzt von Ingrid und Rainer Rönsch. Frankfurt a. M.: Fischer Taschenbuch Verlag 1983, ISBN 3-596-25418-3.
- 1970 Okinawa nōto (沖縄ノート)
- 1971 Mizukara waga namida o nugui tamau hi (みずから我が涙をぬぐいたまう日), „Der Tag, an dem Er selbst mir die Tränen abgewischt“
  - Roman, Übersetzt von Siegfried Schaarschmidt. Frankfurt a. M.: Suhrkamp Verlag 1995, ISBN 3-518-01396-3.
- 1980 Atama no ii „Ame no ki“ (頭のいい「雨の木」), „Der kluge Regenbaum“
  - Kurzprosa. Übersetzt von Buki Kim. In: Der kluge Regenbaum. Der Sündenbock. Berlin: Volk und Welt 1989, S. 7–34, ISBN 3-353-00502-1.
- 1980 Migawari yagi no hangeki (身がわり山羊の反撃), „Der Sündenbock“
  - Kurzprosa. Übersetzt von Buki Kim. In: Der kluge Regenbaum. Der Sündenbock. Berlin: Volk und Welt 1989, S. 35–142, ISBN 3-353-00502-1.
- 1983 Kaba ni kamareru (河馬に噛まれる), „Vom Flusspferd gebissen“
  - Kurzprosa. Übersetzt von Siegfried Schaarschmidt. In: Der kluge Regenbaum. Vier Erzählungen. Berlin: Volk und Welt 1994, S. 201–230.
- 1989 Jinsei no shinseki (人生の親戚), „Verwandte des Lebens“
  - Übersetzt von Jacqueline Berndt und Hiroshi Yamane. Berlin: edition q 1994, ISBN 3-596-12857-9.
- 1990 Chiryō tō (治療塔), „Therapiestation“
  - Übersetzt von Verena Werner. Berlin: edition q 1995 (Fischer TB 18418, 2011), ISBN 978-3-596-18418-7.
- 1990 Shizuka na seikatsu (静かな生活), „Stille Tage“
  - Roman. Übersetzt von Wolfgang Schlecht und Ursula Gräfe. Frankfurt a. M.: Insel Verlag 1994, ISBN 3-458-16686-6.
- 1994 Aimai na (ambigyuasu na) Nihon no watakushi (あいまいな日本の私), „Ich habe überlebt, indem ich meine Leiden in Romanen darstellte“
  - aus dem Englischen übersetzt von Uli Aumüller. In: Frankfurter Rundschau vom 10. Dezember 1994, S. 10. (Nobelpreisrede)
- 1995 Moeagaru midori no ki (燃えあがる緑の木), „Grüner Baum in Flammen“ – Trilogie
  - Übersetzt von Annelie Ortmanns-Suzuki. Frankfurt a. M.: Fischer Verlag, ISBN 3-10-055206-7.

  1. „Sukuinushi“ ga nagura reru made (「救い主」が殴られるまで), Roman, dt. „Grüner Baum in Flammen“, ISBN 3-10-055206-7.
  2. Yureugoku (揺れ動く), Roman; dt. „Der schwarze Ast“, ISBN 3-10-055207-5.
  3. Oinaru hi ni (大いなる日に), Roman, dt. „Der atemlose Stern“. Übersetzt von Nora Bierich. Fischer Verlag, ISBN 978-3-10-055208-2.
- 2000 Torikaeko (Chenjiringu) (取り替え子 (チェンジリング)), „Tagame. Berlin – Tokyo“
  - Roman. Übersetzt von Nora Bierich, Frankfurt a. M.: Fischer Taschenbuch Verlag, 2007, ISBN 3-596-15627-0
Der Roman erzählt von der Verstörung, die der Suizid eines Regisseurs im Leben seiner Freunde und Familie hinterlässt, und ist damit zugleich eine Verarbeitung des Freitodes des Regisseurs Jūzō Itami, Ōes Schwager.
- 2005 Sayōnara, watashi no hon yo! (さようなら、私の本よ!), „Sayonara, meine Bücher“
  - Roman. Übersetzt von Nora Bierich. Frankfurt a. M.: Fischer Taschenbuch Verlag, 2005. ISBN 3-10-055213-X
- 2009 Suishi (水死), „Der nasse Tod“
  - Roman über meinen Vater. Übersetzt von Nora Bierich. Frankfurt a. M.; S. Fischer, 2018, ISBN 978-3-10-397218-4
- 2013 Bannen Yōshikishū (晩年様式集) (6. Band mit Ôes literarischem Ego Kogito Chōkō als Protagonist.)

### Sonstiges
- 1995 Günter Grass, Ōe Kenzaburō: Gestern vor 50 Jahren. Ein deutsch-japanischer Briefwechsel. 1. Auflage. Steidl Verlag, Göttingen 1995, ISBN 3-88243-386-8, S. 108.

### Verfilmungen
- 1959 Warera no jidai (われらの時代), Regie: Kurahara Koreyoshi
- 1960 Nise Daigakusei (偽大学生), Regie: Masumura Yasuzō
- 1961 Shiiku (飼育), Regie: Nagisa Ōshima
- 1991 Quem Faz Correr Quim, Regie: Mariano Bartolomeu (Angola)
- 1995 Shizuka na seikatsu (静かな生活), Regie: Jūzō Itami, Musik: Ōe Hikari (Kenzaburōs Sohn)

## Hörspiele
- Der einäugige Karpfen (NDR 2001, Regie: Leonhard Koppelmann)

### Fernsehauftritte
- Ōe las gerne Werke der sowjetischen SF-Autoren Arkadi und Boris Strugazki, die u. a. auch am Drehbuch zum Film Stalker mitarbeiteten. Als Ōe 1989 zu einer Schriftstellerkonferenz in Moskau reiste, nahm er mit dem älteren Bruder Arkadi, mit Carl Sagan, Freeman Dyson, Sacharow und Kim Chi-ha an einer Gesprächsrunde teil, die am 5. August 1990 als Spezial unter dem Titel Erinnert sich die Welt an Hiroshima? – Ōe Kenzaburō, Gespräche und Gedanken einer Reise bei NHK ausgestrahlt wurde.[16]
- Am 18. September 1994 strahlte NHK ein Spezial über Ōe und seinen Sohn Hikari aus, das das Familienleben kurz vor der Verleihung des Nobelpreises anhand der Vorbereitungen zu einer Vortragsreise und eines Konzertes Ōes und eines Sohnes in Hiroshima begleitet.[17]